# The Blues Project
The Blues Project est un groupe américain de blues formé en 1965 à New York et dissous une première fois en 1967, avant de se reformer et dissoudre de nouveau à plusieurs reprises jusque dans les années 1970.

## Biographie
En 1964, soit un an avant que le groupe ne se forme, la maison Elektra Records avait sorti une compilation intitulée The Blues Project qui comportait différents morceaux de blues acoustique interprétés par des musiciens blancs de Greenwich Village, jouant à la façon des musiciens noirs. Parmi ces artistes figurait le jeune guitariste Danny Kalb. La sortie de l'album coïncide avec le remplacement par Kalb de sa guitare acoustique pour un modèle électrique.
Kalb forme son premier groupe de rock and roll au printemps 1965 ; ses membres se produisent sous différents noms avant de finalement s'accorder sur The Blues Project en référence au disque auquel Kalb avait participé. Ce dernier effectue un voyage en Europe pendant l'été de cette année-là mais le groupe se reconstitue à son retour et jouit rapidement d'une popularité dans les environs. La formation comprend alors Danny Kalb et Steve Katz à la guitare, Roy Blumenfeld à la batterie, Andy Kulberg à la basse et à la flûte et Tommy Flanders au chant.
L'échec du groupe à une audition infructueuse pour Columbia Records est tempéré par la rencontre avec Al Kooper lors de cette session. Ce musicien de studio, à l'origine guitariste, débute tout juste le clavier alors qu'il vient de participer à l'enregistrement de la chanson de Bob Dylan Like a Rolling Stone issue de l'album Highway 61 Revisited. Il fait son entrée dans la formation. Peu de temps après, The Blues Project obtient un contrat de la part de Verve Records qui se propose de les enregistrer en concert au Cafe Au Go Go situé à Greenwich Village. L'enregistrement s'étale sur une semaine de novembre 1965. Mais une autre session est nécessaire, elle a lieu en janvier 1966. Entre-temps, le chanteur Tommy Flanders a quitté le groupe ; par conséquent, il n'est crédité que sur certaines pistes de Live at the Cafe Au Go Go.
Le disque connaît un succès relatif et le groupe part en tournée dans tous les États-Unis pour le promouvoir. L'étape phare est le concert au Fillmore Auditorium à San Francisco, Californie en avril 1966. Les critiques sont emballés ; The Blues Project s'apparente au pendant new-yorkais de The Grateful Dead. Ces derniers eux-mêmes se déclarent impressionnés par les capacités d'improvisation dont font preuve les membres du groupe.
La formation se lance dans l'enregistrement d'un deuxième album à leur retour à New-York à l'automne 1966. Projections sort en novembre et se fait remarquer pour son éclectisme musical. En effet, certains morceaux se rattachent au blues ou au rhythm and blues alors que d'autres sont plus proches du folk rock, du jazz ou bien encore assimilés au style psychédélique. La clef de voûte de l'album est la version de Two Trains Running d'une durée de onze minutes et demie qui témoigne encore de leur goût pour l'improvisation.
Cependant, peu après la sortie de Projections, Al Kooper quitte le groupe au début de l'année 1967 quand il voit son souhait d'inclure un cor d'harmonie refusé par Kalb. Cela n'empêche pas la sortie d'un troisième album dans le courant de cette année : il s'agit de Live at Town Hall. Contrairement à ce qu'indique le nom du disque, une seule chanson est enregistrée à Town Hall ;  les autres pistes proviennent de différents concerts ou même de prises studio auxquelles sont rajoutés des applaudissements pour faire croire à une prestation live. No Time Like the Right Time est un titre auquel Kooper a pu participer avant son départ, c'est aussi le seul single du groupe qui parvient à se hisser dans un classement musical. L'album lui-même monte jusqu'à la 71e place du Billboard 200.
Le dernier coup d'éclat de The Blues Project a lieu lors de l'unique édition du Festival international de musique pop de Monterey en Californie qui se déroule en 1967. Mais à cette époque, la moitié des membres de la formation originale est déjà partie. Al Kooper se produit d'ailleurs dans ce même festival mais avec un autre groupe crée sous son impulsion. Steve Katz s'éloigne à son tour, rapidement suivi par Danny Kalb.
Quand le quatrième album (Planned Obsolescence) sort en 1968, il ne reste des débuts que Roy Blumenfeld et Andy Kulberg. L'album est produit sous le nom de The Blues Project pour répondre à volonté de Verve Records. La formation se renomme Seatrain par la suite.
The Blues Project se reforme brièvement au début des années 1970 avec des musiciens différents. Le groupe sort trois albums qui suscitent un engouement assez faible : Lazarus en 1971, The Blues Project en 1971 et The Original Blues Project Reunion in Central Park en 1973. Kooper est présent sur ce dernier disque contrairement à Flanders. Depuis lors, l'activité du groupe ne se résume qu'à quelques concerts se produisant de façon sporadique.

## Membres

### Formation principale
- Tommy Flanders - chant
- Danny Kalb - guitare
- Steve Katz - guitare, harmonica, chant
- Al Kooper - clavier, chant
- Andy Kulberg - basse, flûte
- Roy Blumenfeld - batterie

### Autres membres
- John Gregory - guitare
- Don Kretmar - basse, saxophone
- David Cohen - clavier
- Bill Lussenden - guitare
- Eric Pearson - clavier

## Discographie
- Live at The Cafe Au Go Go (1966)
- Projections (1966)
- Live at Town Hall (1967)
- Planned Obsolescence (1968)
- Lazarus (1971)
- The Blues Project (1972)
- Reunion in Central Park (1973)
- Best of The Blues Project (1989)
- Chronicles (1996)[5]